# 天理中学校
天理中学校（てんりちゅうがっこう）は、奈良県天理市杣之内町にある私立中学校。

## 概要
設置者は学校法人天理大学。天理教の学校であるため、朝は天理教教会本部への参拝から始まるほか、教科科目に宗教の時間がある。
宗教の時間は週一回ほど。独自の教科書に沿って天理教の教理などを学ぶほか、礼拝場（校舎内）でおつとめ（宗教用語）の指導。

## 沿革

### 年表
1908年（明治41年）
- - 1月15日 - 私立天理中学校設置開校を許可。
  - 4月1日 - 私立天理中学校を開校。
- 1919年（大正8年）7月25日 - 私立天理中学校を天理中学校と改称。
- 1920年4月25日 - 天理女学校を開校。
- 1923年 - 天理高等女学校と改称。
- 1935年（昭和10年）4月26日 - 天理第二中学校を開校

天理中学校
- 1947年
  - 4月1日 - 新学制実施に伴い、天理中学校を開校。
  - 4月15日 - 入学式を挙行
  - 9月16日 - 「おやの会」発会式を挙行。
- 1948年
  - 3月23日 - 校章に従来の天理中学校のものを用いることに「いちれつ会」理事会で決定。
  - 11月3日 - 「天中新聞」第1号を発行
  - 1949年9月1日 - 天理中学校同窓会を創立、会長に中山善衞推挙。
- 1952年7月17日 - おやしき拡張の一環として元天理教校校舎(三島町338)に移転。
- 1960年4月22日 - 天理中学校、天理高等学校同窓会「養徳会」を設立、会長に二代真柱中山正善を推挙。
- 1968年
  - 11月30日 - 第1回音楽会を開催。
  - 12月15日 - 養徳会会長に三代真柱中山善衞を推挙。
- 1971年7月20日 - 2年生の野外活動錬成会をこの年から「さんさいの里」にて開催。
- 1972年3月1日 - 3年生の第1回「天理少年門出の集い」を開催。
- 1979年3月10日 - 校友会誌「わかぎ」第1号を発行。
- 1980年7月10日 - 第1回「天中生の生活と意見発表会」を開催。
- 1986年4月1日 - 養徳会会長には天理高等学校長がその任に就くことに決定。
- 1994年（平成6年）3月25日 - 三島校舎から杣之内校舎(杣之内町827)に移転[1]。
- 1995年
  - 5月31日 - 調理教室が完成、引渡し。
  - 7月10日 - プール竣工式を挙行。
- 2003年8月29日 - 技術科棟が完成。
- 2005年
  - 8月25日 - 普通教室・特別教室棟の空調が完成。
  - 11月1日 - 講堂の空調が完成。
- 2006年
  - 8月25日 - カウンセリングルーム完成・オアシスルームが完成。
  - 8月31日 - 技術科棟の空調が完成。
- 2008年
  - 7月11日 - [朝起き・正直・働き」石碑を設置。
  - 8月30日 - 正門及び周辺工事[注釈 1]を完成。「天理教青年会歌」を校歌に制定。
  - 9月2日 - コンピュータ教室を改修。
  - 9月21日 - 創立100周年記念式典を挙行。
- 2012年7月9日 - エレベーターが完成。
- 2014年9月1日 - コンピュータ教室を改修。
- 2018年12月12日 - 柔道場建替え工事を完了。
- 2019年2月16日 - 校舎（教室棟・講堂・体育館）耐震補強工事を 完了。
- 2021年（令和3年）
  - 3月4日 - 校内Wi-Fi設備が完成[注釈 2]。
  - 3月29日 - 校舎（教室棟・特別教室棟）空調を改修。

## 教育方針

### 教育目標
本校の教育は、教育基本法及び学校教育法に則って中等普通教育を施すと共に、天理教教義に基づいた信条教育を行い、よふぼくとしての資質をもつ生徒の育成を目的とする。

#### 目指す生徒像
1. 自ら学び、与えられた徳分を大切にし、その伸長につとめる生徒
2. 生かされていることを感謝し、物を大切にし、ひのきしん[注釈 4]に励む生徒
3. 思いやりの心篤く、友を大切にし、他人に尽くせる生徒

#### 校訓
校訓に相当するものは「私たちのめどう」と呼ばれ、「朝起き」「正直」「働き」である。

#### 入試
天理教による経営のため、応募資格は「天理教信者の子女」に制限されている。ただし、天理教信者の子女でない場合も、教会長の署名付きの規定された書類を提出すれば、受験可能である。自宅から学校までの通学時間が最長1時間程度であることも条件であり、天理高等学校とは違い、学寮は無く、自宅通学生のみである。

## 生徒会活動・部活動など

### 運動部
- ラグビー部
  - 全国中学生ラグビーフットボール大会において、全国最多優勝3回（2012年, 2013年, 2015年）を誇る。
- 柔道部
  - 1999年、穴井隆将が全中78kg級で優勝。

## 関係者と組織

### 関係者組織
- 養徳会 - 前身学校を含む天理中学校、天理高等学校卒業生による同窓会組織
- 天理中学校おやの会 - 生徒保護者による保護者会組織で、会員は入会金及び年会費を納入する。

### 関係者一覧

#### 著名な出身者
- 野村忠宏（柔道選手・アトランタ・シドニー・アテネオリンピック柔道60kg級3大会連続金メダリスト）
- 八ッ橋修身 (ラグビー選手、元日本代表)
- 穴井隆将（柔道選手世界選手権金メダリスト）
- 新添左季（柔道選手）
- 中野寛太（柔道選手）
- 吉野紗千代（柔道選手）
- 木村祥朗（ゲームクリエイター）
- 辻本美博（カルメラ、サックス・クラリネット奏者）
- 榎森耕助（リップサービス）沖縄を拠点に芸能活動。
- 元渕幸 (水泳飛込競技の選手）

## 関連学校
- 天理大学
- 天理高等学校 - 中高一貫教育という意識は薄い[2]。
- 天理小学校
- 天理幼稚園
- 天理教校学園高等学校
- 修徳中学校・高等学校